# Compact
Het wiskundige begrip compact komt uit de topologie. Het probeert de notie te vatten van een "kleine" of "handelbare" topologische ruimte. Een topologische ruimte wordt compact genoemd als elk van haar open overdekkingen een eindige deeloverdekking heeft. Is dit niet het geval dan wordt zo'n topologische ruimte niet-compact genoemd.
Merk op dat sommige auteurs zoals Bourbaki hiervoor de term "quasi-compact" gebruiken. Zij reserveren de term "compact" voor topologische ruimtes die zowel Hausdorff als "quasi-compact" zijn.
De stelling van Heine-Borel laat zien dat deze definitie voor deelverzamelingen van de euclidische ruimte {\displaystyle \mathbb {R} ^{n}} gelijkwaardig is aan gesloten en begrensd. In {\displaystyle \mathbb {R} } is bijvoorbeeld het gesloten eenheidsinterval {\displaystyle [0,1]} compact, maar is de verzameling van de gehele getallen {\displaystyle \mathbb {Z} } dit niet (deze deelverzameling is niet begrensd). Ditzelfde geldt ook voor het halfopen interval {\displaystyle (0,1]} (deze deelverzameling is niet gesloten).
Het concept van een compacte deelverzameling van de reële getallen kan worden uitgebreid naar compacte deelverzamelingen van enige topologische ruimte en zelfs naar het concept van een compacte ruimte. Een deelverzameling is compact, wanneer deze deelverzameling, uitgerust met een deelruimtetopologie, een compacte ruimte wordt.

## Definitie
Een topologische ruimte {\displaystyle (X,{\mathcal {T}})} wordt compact genoemd als elke open overdekking van {\displaystyle X} een eindige deeloverdekking heeft. Dat wil zeggen dat, als
{\displaystyle \{U_{i}|i\in I\}\subset {\mathcal {T}}}
een willekeurige, eventueel oneindige, familie open verzamelingen van {\displaystyle X} is zodanig dat
{\displaystyle \bigcup _{i\in I}U_{i}=X,}
er een eindige deelfamilie {\displaystyle J\subset I} is waarvoor ook
{\displaystyle \bigcup _{i\in J}U_{i}=X.}
Een deelverzameling {\displaystyle D} van {\displaystyle X} heet compact als ze, uitgerust met de deelruimtetopologie, op haar beurt een compacte topologische ruimte vormt. Dit is gelijkwaardig met de eis dat voor elke willekeurige familie open verzamelingen van {\displaystyle X} die {\displaystyle D} overdekt, er een eindige deelfamilie bestaat die {\displaystyle D} nog steeds overdekt. Dus als
{\displaystyle \{U_{i}|i\in I\}\subset {\mathcal {T}}}
een willekeurige, eventueel oneindige, familie open verzamelingen van {\displaystyle X} is zodanig dat
{\displaystyle \bigcup _{i\in I}U_{i}\supseteq D,}
dan bestaat er een eindige deelfamilie {\displaystyle J\subset I} waarvoor ook
{\displaystyle \bigcup _{i\in J}U_{i}\supseteq D.}

## Eigenschappen
Een belangrijke eigenschap van compacte topologische ruimten is dat het beeld van een compacte ruimte onder een continue afbeelding ook weer compact is. Met andere woorden: compactheid is een continu-invariant. Andere eigenschappen zijn:
- Als {\displaystyle X} compact is en {\displaystyle Y\subset X} is gesloten, dan is {\displaystyle Y} met de deelruimtetopologie compact.
- Als {\displaystyle X} een Hausdorff-ruimte is en {\displaystyle Y\subset X} met de deelruimtetopologie is compact, dan is {\displaystyle Y} gesloten.

Uit deze eigenschappen volgt bijvoorbeeld dat een bijectieve continue afbeelding van een compacte ruimte naar een Hausdorff-ruimte altijd een homeomorfisme is.
De stelling van Tychonov luidt dat het product van compacte ruimten opnieuw compact is.

## Compacte metrische ruimten
Als de topologische structuur van {\displaystyle X} afkomstig is van een afstandsfunctie (metriek), dan is compactheid gelijkwaardig met de volgende eigenschap: iedere rij in {\displaystyle X} heeft een convergente deelrij met limiet in {\displaystyle X}.
In algemene (niet-metrische) topologische ruimten geldt bovenstaande gelijkwaardigheid niet, maar een veralgemeende stelling kan worden geformuleerd aan de hand van het begrip filter: {\displaystyle X} is compact als en slechts als elke ultrafilter convergeert.
In metrische ruimten is compactheid tevens gelijkwaardig met het samengaan van de volgende twee eigenschappen:
- volledigheid;
- totale begrensdheid: voor elke willekeurig kleine {\displaystyle \varepsilon >0} bestaat er een overdekking van {\displaystyle X} door een eindig aantal open bollen met straal {\displaystyle \varepsilon }.

Dit is een veralgemeende vorm van de stelling van Heine-Borel, genoemd naar Heinrich Eduard Heine en Émile Borel.
"Totaal begrensd" heet in sommige handboeken precompact.

## Compacte delen van de Euclidische ruimte
Metrische ruimten zijn tevens Hausdorff-ruimten. De compacte delen van {\displaystyle \mathbb {R} ^{n}} met de gewone metriek zijn dus gesloten.
Elke compacte (deelruimte van een) metrische ruimte is begrensd. Dit blijkt aan de hand van de open overdekking die bestaat uit alle open bollen {\displaystyle B(x,r)=\{y\in X|d(x,y)<r\}} met een vast middelpunt {\displaystyle x}.
De stelling van Heine-Borel karakteriseert de compacte deelruimten van {\displaystyle \mathbb {R} ^{n}} als precies de gesloten, begrensde deelverzamelingen.

## Lokaal compact
Een topologische ruimte heet lokaal compact als ieder punt een omgevingsbasis heeft die uit compacte verzamelingen bestaat.

## Relatief compact
Een deelverzameling {\displaystyle V} van een topologische ruimte {\displaystyle X} heet relatief compact als haar topologische sluiting in {\displaystyle X} compact is. Soms wordt de term precompact gebruikt als synoniem van relatief compact, maar dit creëert verwarring met het begrip totale begrensdheid.

## Compacte operator
De operatorentheorie bestudeert lineaire afbeeldingen tussen topologische vectorruimten. Een continue lineaire afbeelding heet compact als ze begrensde verzamelingen afbeeldt op relatief compacte verzamelingen. In metrische topologische vectorruimten heeft het adjectief "begrensd" zijn gewone betekenis, in algemenere topologische vectorruimten geldt een aangepaste definitie.

## Compactificatie
Compacte ruimten zijn meestal eenvoudiger te analyseren dan niet-compacte ruimten. Het kan dus interessant zijn te weten, dat een gegeven ruimte minstens deel uitmaakt van een compacte ruimte. Er bestaan verschillende standaard-technieken om een gegeven ruimte uit te breiden tot een compacte ruimte.
De Alexandrov-compactificatie of eenpuntscompactificatie voegt aan een willekeurige topologische ruimte één punt toe, punt op oneindig genaamd. Een verzameling heet open in {\displaystyle X\cup \{\infty \}} als ze een open verzameling is in de oorspronkelijke topologie van {\displaystyle X,} of als haar complement een compact deel van {\displaystyle X} is. De eenpuntscompactificatie bestaat voor eender welke topologische ruimte {\displaystyle X.}
De Stone-Čech-compactificatie of beta-compactificatie is beperkt tot ruimten {\displaystyle X} die aan het scheidingsaxioma {\displaystyle T_{3.5}} (axioma van Tychonov) voldoen. De uitgebreide ruimte is niet alleen compact, maar bovendien Hausdorff. De constructie gaat als volgt: zij {\displaystyle C} de verzameling van alle continue functies van {\displaystyle X} naar het gesloten interval {\displaystyle [0,1].} De ruimte {\displaystyle X} kan worden opgevat als deelruimte van de oneindige productruimte
{\displaystyle [0,1]^{C}}
door met ieder element {\displaystyle X} de evaluatie van continue functies in {\displaystyle x} te associëren. De topologische sluiting van deze deelruimte is de compactificatie van {\displaystyle X.}